# Ruta dels clàssics valencians

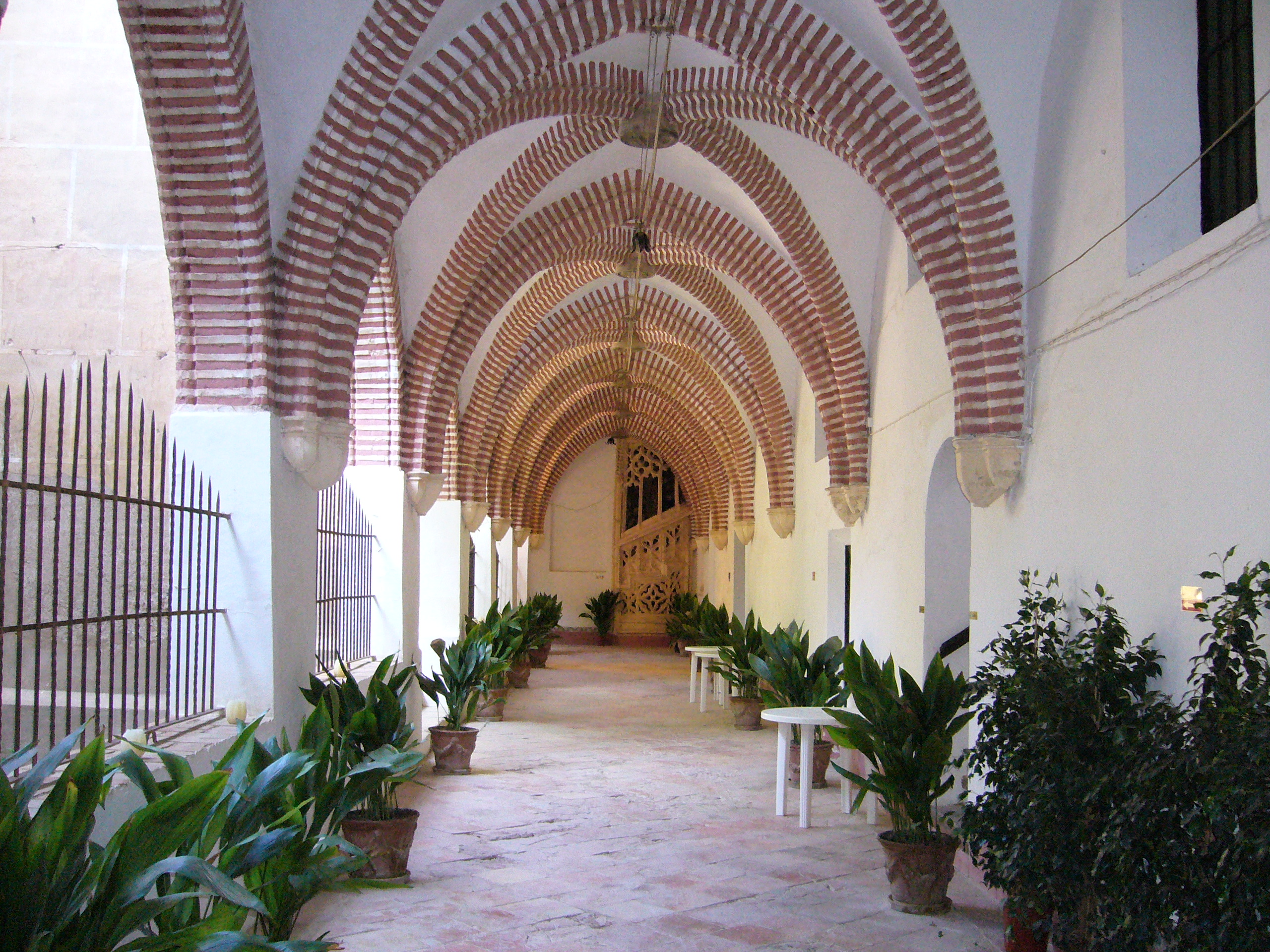
Monestir de Sant Jeroni de Cotalba.

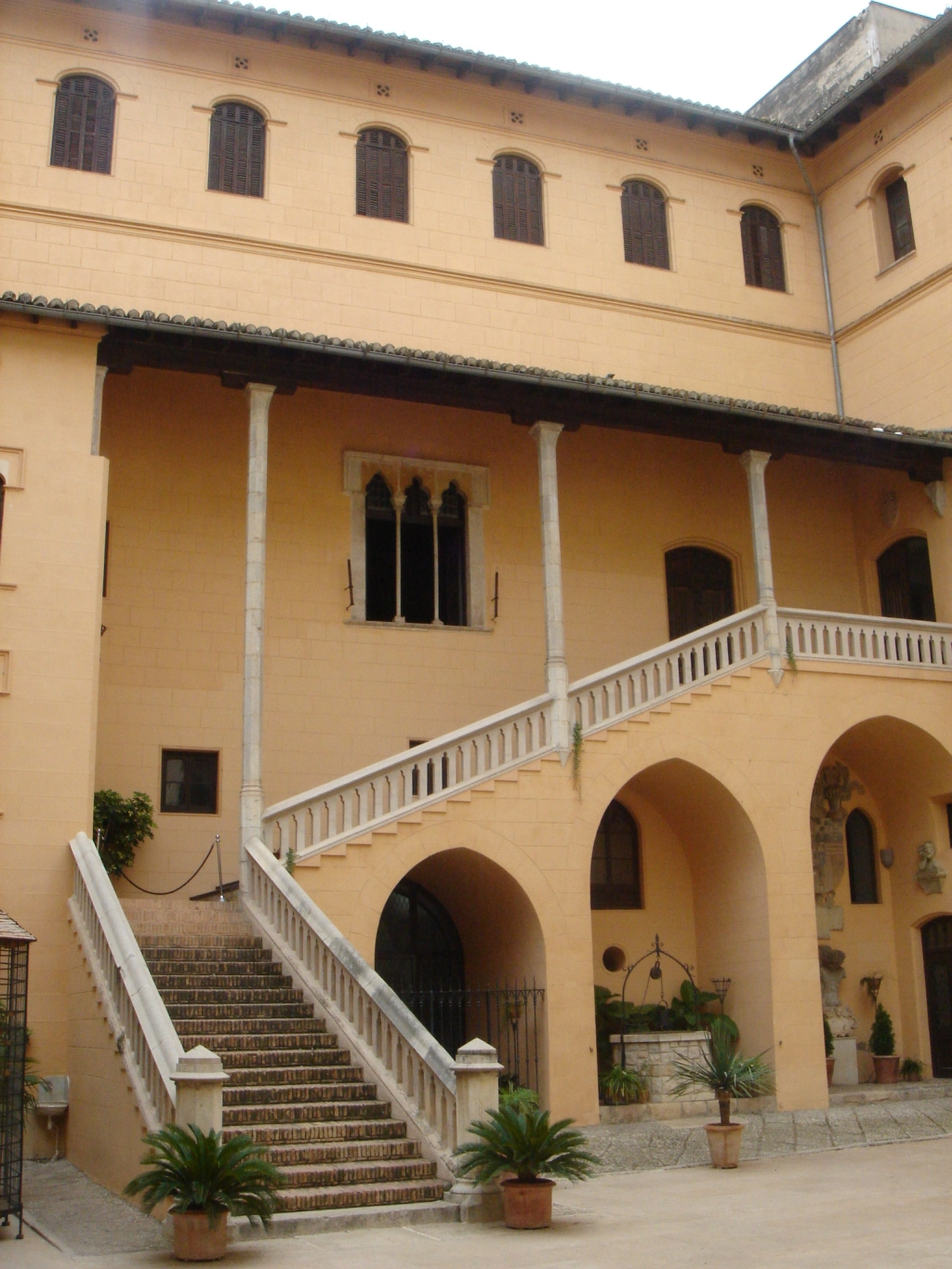
Palau Ducal de Gandia.

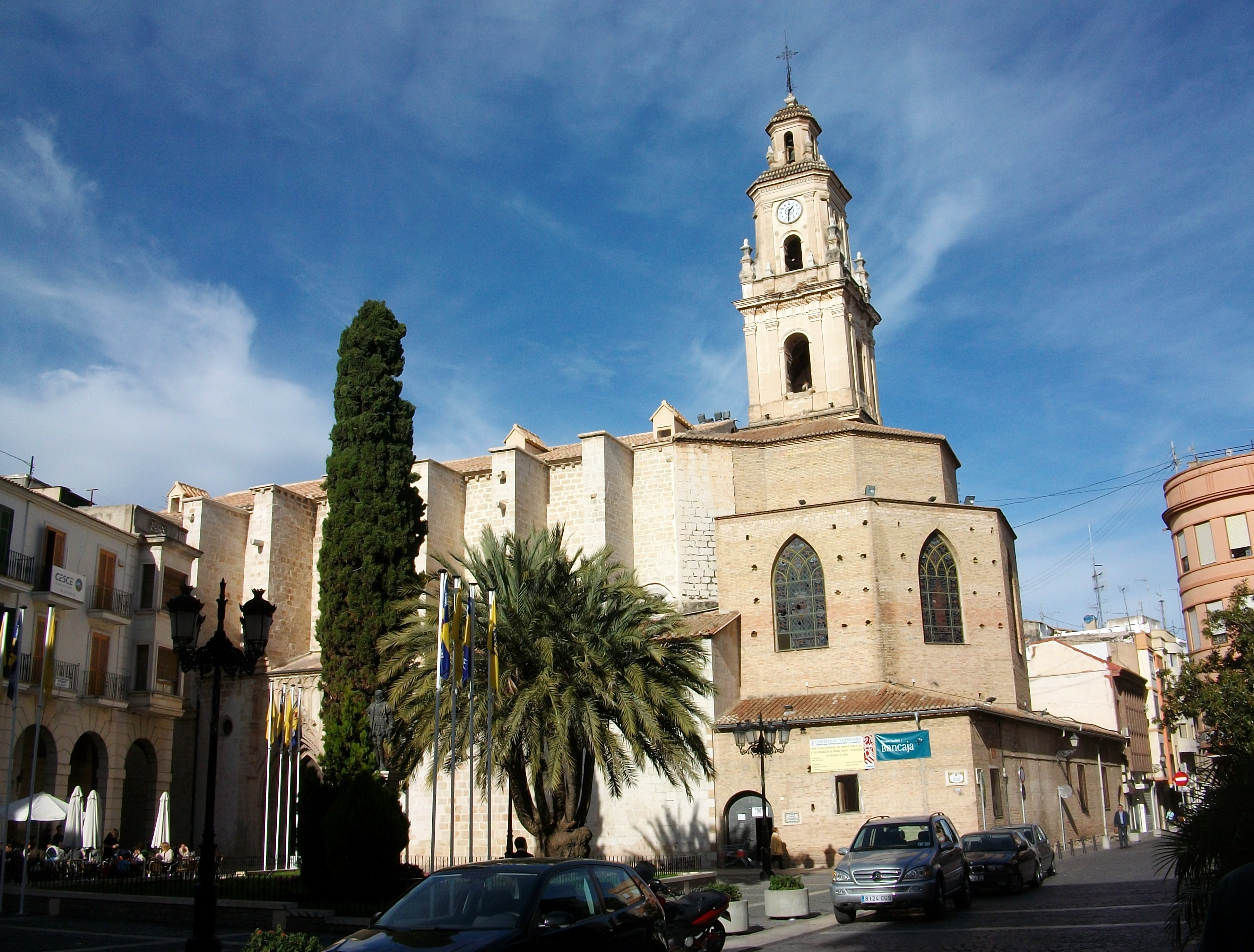
Col·legiata de Gandia.

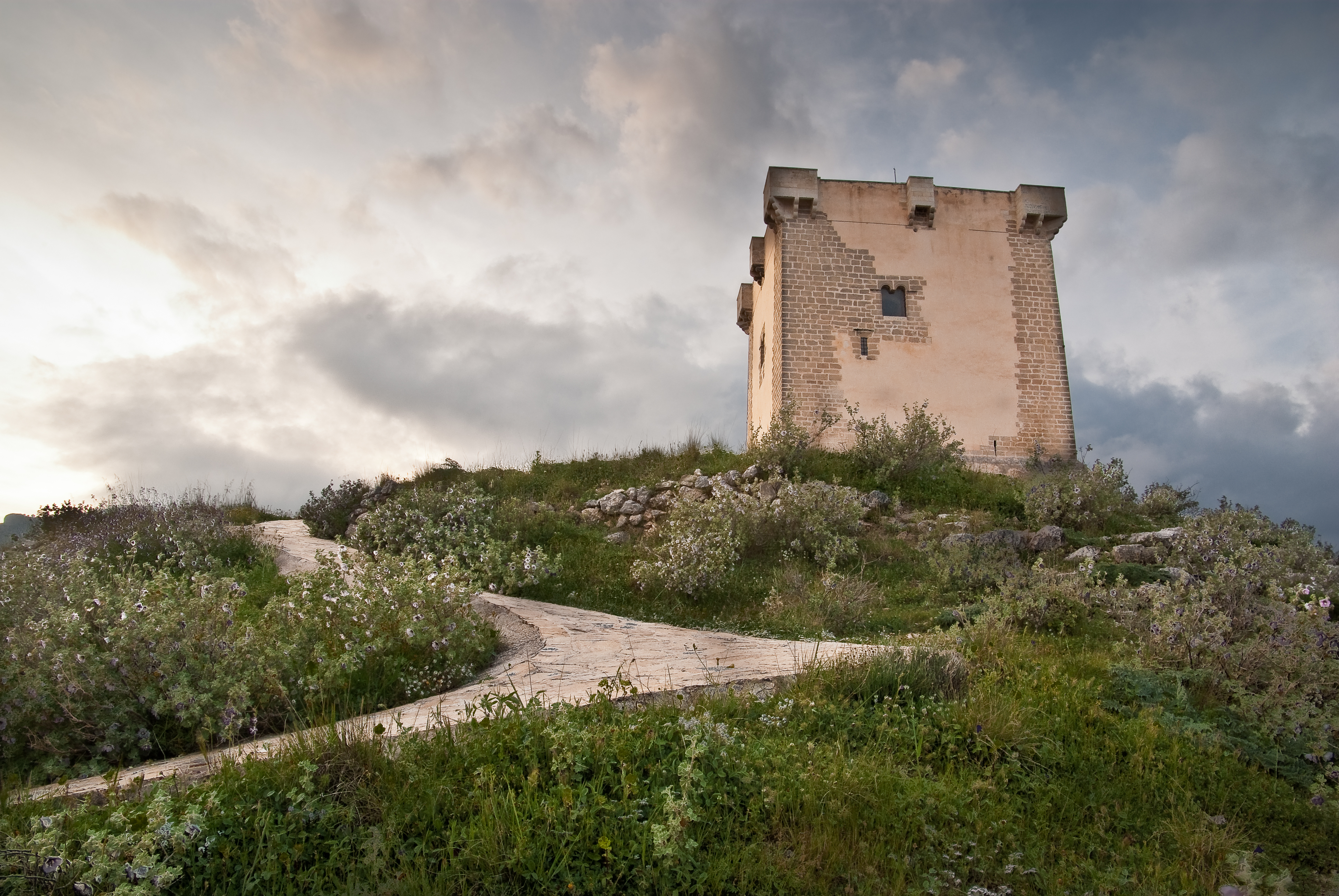
Castell de Cocentaina.

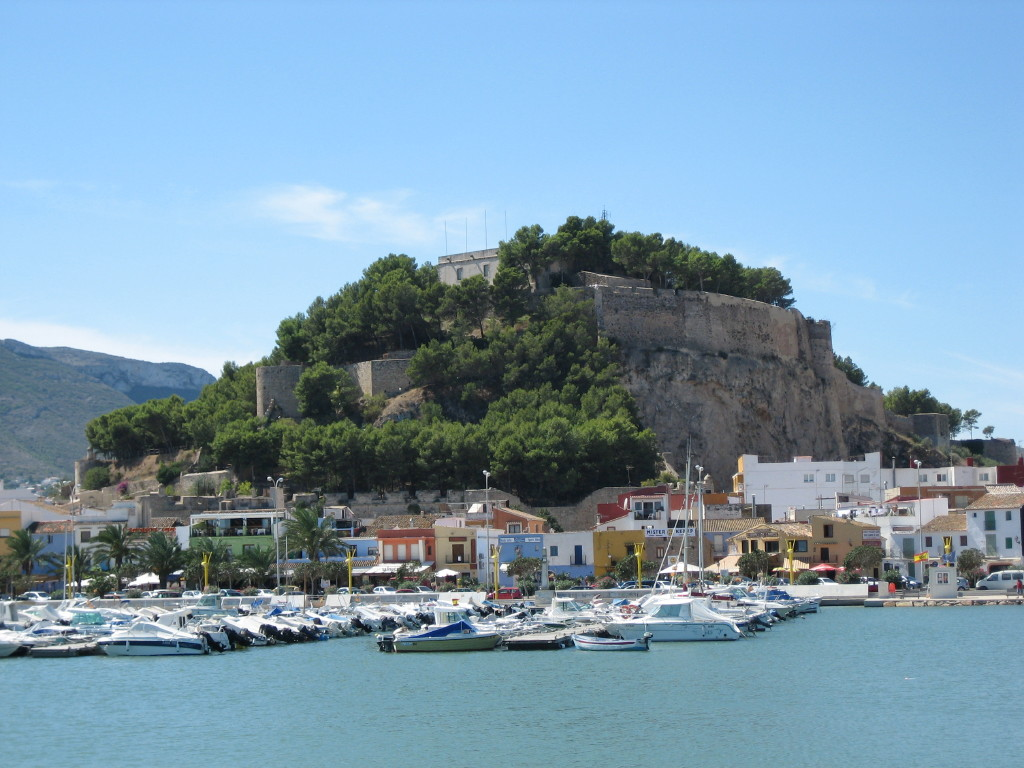
Castell de Dénia.

La Ruta dels clàssics valencians és una ruta cultural per les terres dels grans escriptors clàssics de la literatura catalana del segle d'or valencià: Ausiàs March, Joanot Martorell i Joan Roís de Corella, els tres relacionats amb la cort del duc Alfons IV de Ribagorça.
La ruta evoca el segle xv valencià i el seu patrimoni, de la mar, de les valls i les muntanyes, de la gastronomia i dels vins, i dels diversos accents del valencià amb el ressò de les immortals paraules dels escriptors valencians més universals.

## Itinerari
L'itinerari de la Ruta dels Clàssics és el següent:
Gandia (Safor):
- Palau Ducal de Gandia
- Col·legiata de Santa Maria de Gandia
- Hospital de Sant Marc
- Convent de Santa Clara de Gandia

Beniarjó (Safor):
- Casa Senyorial dels March

Alfauir (Safor):
- Monestir de Sant Jeroni de Cotalba

Albaida (Vall d'Albaida)
- Palau dels Milà i Aragó
- Església parroquial de l'Assumpció d'Albaida
- Casa-Museu Segrelles

Cocentaina (Comtat): 
- Palau Comtal de Cocentaina
- Torres de la Muralla
- Barri Medieval
- Castell de Cocentaina

Xaló (Marina Alta):
- Casa Senyorial dels Martorell
- Ruta dels Martorell

Dénia (Marina Alta)
- Muralles de Dénia
- Castell de Dénia
- Barri mariner (el Rasset)

## La Ruta pas a pas
Gandia: La ciutat ducal va ser l'epicentre de la renovació literària del segle xv, on tenien casa els March, els Martorell i els Roís de Corella.
- Palau Ducal de Gandia: Al Palau Ducal els escriptors es van endinsar en les lletres i en les arts de la cavalleria.
- Col·legiata de Santa Maria de Gandia: Exemple del gòtic religiós valencià, ens retornarà el ressò dels clàssics i també dels Borja, que van refundar el ducat en 1485.
- Hospital de Sant Marc: Actualment museu arqueològic, els seus arcs gòtics ens transporten a l'edat mitjana.
- Convent de Santa Clara: El seu tresor artístic recorda l'esplendor de l'antic ducat de Gandia. Un llenç de muralles del segle xiv sobre el riu Serpis tanca les restes medievals de la ciutat.[5]

Beniarjó: 
- Aquest senyoriu fou propietat dels March des de la conquesta del Rei Jaume I. Ausiàs va construir un assut al riu Serpis per regar les seues plantacions de canya de sucre. Es conserven els fonaments de la casa familiar dels March i un aljub subterrani. És possible visitar l'església parroquial.[5]

Alfauir:
- Monestir de Sant Jeroni de Cotalba: A Alfauir, a 8 km de Gandia, es troba aquest monestir de l'ordre dels Jeronis, un dels primers fundats a la península i el primer de la Corona d'Aragó. Construït pel duc Alfons IV de Ribagorça, la família March va tindre una relació molt especial amb aquest cenobi. Va ser Pere March, pare del conegut poeta valencià Ausiàs March, com a majordom del duc de Gandia, l'encarregat d'organitzar i idear l'edificació del propi monestir. L'íntima relació de la família March amb aquest monestir queda reflectida en l'edificació d'una capella a l'església i l'enterrament del seu pare, Pere March i també el de les dues esposes del conegut poeta. Un altre important personatge literari que també va freqüentar el Monestir va ser l'escriptor valencià Joanot Martorell, ja que la primera dona d'Ausiàs March, Isabel Martorell, era germana seua.[5]

Albaida: 
- Palau dels Milà i Aragó: Les restes de les muralles del segle xv i el palau dels Milà i Aragó formen un conjunt monumental. Actualment el palau alberga el Museu Internacional de Titelles d'Albaida (MITA).
- Església parroquial de l'Assumpció d'Albaida
- Museu Segrelles: És la casa-museu dedicada al pintor valencià Josep Segrelles.[5]

Cocentaina: La capital de la comarca del Comtat de Cocentaina conserva la seua fisonomia medieval.
- Palau Comtal de Cocentaina: Construït per l'almirall Roger de Llúria, va ser al segle xv propietat dels Roís de Corella, llinatge de l'escriptor de Gandia.
- Torres de la Muralla
- Barri Medieval
- Castell de Cocentaina: A dalt de la població es troba la imponent torre que presideix la comarca del Comtat de Cocentaina.[5]

La Vall de Xaló va ser propietat de Joanot Martorell i d'Ausiàs March. Des de Cocentaina es travessen muntanyes de estimable bellesa: les valls de la Marina Alta (Planes, la Vall de Gallinera, la Vall d'Alcalà i la Vall d'Ebo). El cabdill musulmà Al-Azraq es va resistir ací a la conquesta del Regne de València al segle xiii, rebel·lió que és l'origen de la festa de Moros i Cristians.
Xaló:
- Casa Senyorial dels Martorell: A la plaça Major de Xaló es conserva la casa senyorial dels Martorell, encara que va ser reconstruïda al segle xix. És la mateixa plaça on s'explica que Ausiàs March va prometre als seus vassalls respectar els seus costums i lleis musulmanes.
- Ruta dels Martorell: A Xaló es troba aquest trajecte cultural que inclou tots aquells llocs que apareixen esmentats en la documentació que es disposa sobre la família Martorell i a la qual pertanyia Joanot Martorell, l'insigne autor de la novel·la de cavalleries Tirant lo Blanch, i que són els següents: la plaça Major, la Casa de la Senyoria, l'Alquería de Benibrai, el Pas Estret i la muntanya de Benibrai (l'actual Devesa).[5]

Dénia: Alfons d'Aragó i Foix va ser també comte de Dénia, hui capital de la comarca de la Marina Alta. El procurador general del duc, Pere March, pare d'Ausiàs, governava aquesta ciutat amenaçada pels pirates barbarescos.
- Muralles de Dénia
- Castell de Dénia: Al castell, un contemporani anònim d'Ausiàs March va dibuixar grafits o gravats de naus que hi havia al port de Dénia. És el paisatge marítim de l'època de March que s'evoca en el Tirant lo Blanch de Joanot Martorell, «el millor llibre del món» segons Miguel de Cervantes, qui, precisament, va desembarcar a Dénia en tornar d'Alger.
- Barri mariner (el Rasset).[5]